# Cosmia flavifimbria
Cosmia flavifimbria är en fjärilsart som beskrevs av George Francis Hampson 1910. Cosmia flavifimbria ingår i släktet Cosmia och familjen nattflyn. Inga underarter finns listade i Catalogue of Life.